# Kleinzerbst
Kleinzerbst is een plaats en voormalige Duitse gemeente. Sinds 1 januari 1994 is het een Ortsteil van de gemeente Aken (Elbe) in de Duitse deelstaat Saksen-Anhalt, en maakt deel uit van de Landkreis Anhalt-Bitterfeld. De plaats telt 275 inwoners.